# 20306 Річарнольд
20306 Річарнольд (20306 Richarnold) — астероїд головного поясу, відкритий 31 березня 1998 року.
Тіссеранів параметр щодо Юпітера — 3,421.